# Дуглас, Джордж, 19-й граф Мортон
Шолто Джордж Уотсон Дуглас, 19-й граф Мортон (англ. Sholto George Watson Douglas, 19th Earl of Morton; 5 ноября 1844 — 8 октября 1935) — шотландский землевладелец, бизнесмен и политик.

## Происхождение
Родился 5 ноября 1844 года. Единственный сын Шолто Джона Дугласа, 18-го графа Мортона (1818—1884), и его первой жены Хелен Уотсон (? — 1850), дочери Джеймса Уотсона и Джанет Рэмси.

## биография
24 марта 1884 года после смерти своего отца Шолто Дуглас унаследовал титул 19-го графа Мортона (Пэрство Шотландии).
Он получил чин лейтенанта Мидлотианского йоменского полка.
В начале 20-го века предприниматели и национальные правительства застолбили за собой арктический архипелаг Шпицберген, чтобы разрабатывать ресурсы и добычу полезных ископаемых. У Великобритании, Нидерландов, Дании и Норвегия были там свои интересы, а вскоре к ним присоединилась и Российская империя.
У графа Мортона было несколько арктических интересов. Он и Александр Брюс Хью, 6-й лорд Бальфур из Берли, имели основные акции малоизвестной лондонской компании Spitzbergen Coal and Mineral Ltd. В 1906 году Мортон вместе со своим сыном Рори вступил в Spitzbergen Mining and Exploration Syndicate (SMES). Вместе с другими крупными инвесторами они заявили права на землю на острове Шпицберген, ныне Шпицберген (Норвегия), и в том же году открыли угольную шахту в Кэмп-Мортоне. Он и его сыновья Рори, Чарли, Рональд и Уильям плавали в Норвегию и Шпицберген с мая по июль 1906 года на судне SY Latona. В 1910 году компания была переименована в Northern Enterprise Company Ltd (NEC). Уголь там добывался до середины 1920-х годов. В 1932 году NEC продала недвижимость норвежскому правительству.
Шолто Дуглас был шотландским пэров-представителем в Палате лордов Великобритании с 1886 по 1935 год. Он был землевладельцем и жителем Конаглен-хауса в Ардгуре, Аргайлшир . Он служил заместителем лейтенанта графства Аргайл с 1901 года, а также был мировым судьей Мидлотиана и Аргайлшира.
Лорд Мортон скончался 8 октября 1935 года в возрасте 90 лет. Ему наследовал его внук, Шолто Чарльз Джон Хэй Дуглас, 20-й граф Мортон (1907—1976).

## Семья
25 июля 1877 года Джордж Шолто Дуглас женился на достопочтенной Хелен Джеральдин Понсонби (1852 — 5 января 1949), младшей дочери Чарльза Понсонби, 2-го барона де Моли (1815—1896), и леди Марии Джейн Элизабет Понсонби. У супругов было пятеро детей:
- Шолто Чарльз Дуглас, лорд Абердур (4 декабря 1878 — 29 сентября 1911)[1]
- Достопочтенный Чарльз Уильям Шолто Дуглас (19 июля 1881 — 10 октября 1960)[1]
- Достопочтенный Арчибальд Родерик Шолто Дуглас (11 сентября 1883 — 29 декабря 1971)[1]
- Достопочтенный Уильям Шолто Дуглас (11 июня 1886 — 16 ноября 1932)[1]
- Достопочтенный Рональд Джон Шолто Дуглас (22 апреля 1890 — 31 января 1922)[1].